# Saint-Jean-de-Touslas
Saint-Jean-de-Touslas era una comuna francesa situada en el departamento de Ródano, de la región de Auvernia-Ródano-Alpes, que el 1 de enero de 2018 pasó a ser una comuna delegada de la comuna nueva de Beauvallon al fusionarse con las comunas de Chassagny y Saint-Andéol-le-Château.

## Demografía
| Gráfica de evolución demográfica de Saint-Jean-de-Touslas entre 1800 y 2015 |
|                                                                             |

Los datos demográficos contemplados en este gráfico de la comuna de Saint-Jean-de-Touslas se han cogido de 1800 a 1999 de la página francesa EHESS/Cassini, y los demás datos de la página del INSEE.